# Orchestre philharmonique de Rochester

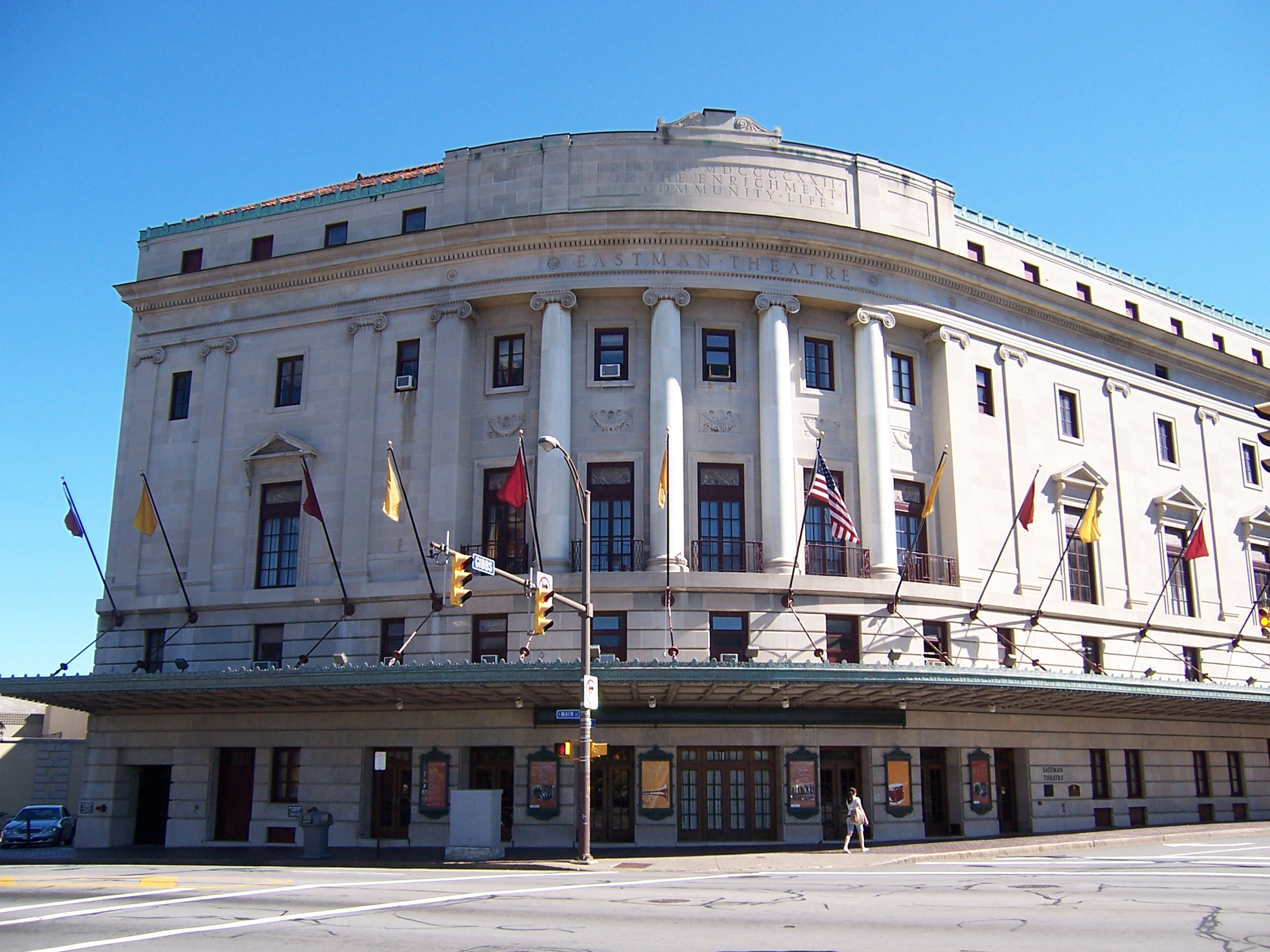
Eastman Theatre à Rochester

L'Orchestre philharmonique de Rochester (Rochester Philharmonic Orchestra en anglais) est un orchestre philharmonique américain fondé en 1922 par George Eastman.

## Historique
L'Orchestre philharmonique de Rochester est fondé en 1922 par l'industriel et philanthrope George Eastman. Basé à Rochester, dans l'État de New York, il succède à l'Orchestre symphonique de Rochester constitué un an plus tôt .
L'orchestre se produit à l'Eastman Theatre (en).
Depuis 2021, le directeur musical de la formation est le chef d'orchestre allemand Andreas Delfs (en).

## Chefs permanents
Comme directeurs musicaux et chefs permanents de l'orchestre, se sont succédé :
- Albert Coates (1923-1925) ;
- Eugène Goossens (1925-1931) ;
- José Iturbi (1936-1944) ;
- Erich Leinsdorf (1947-1956) ;
- Theodore Bloomfield (en) (1958-1963) ;
- László Somogyi (1964-1969) ;
- Samuel Jones (en) (1969-1972) ;
- Walter Hendl (1972-1974) ;
- David Zinman (1974-1985) ;
- Jerzy Semkow (1985-1989) ;
- Mark Elder (1989-1994) ;
- Robert Bernhardt (en) (1994–1998) ;
- Christopher Seaman (1998–2011) ;
- Arild Remmereit (2011–2013) ;
- Ward Stare (en) (2014–2021) ;
- Andreas Delfs (en) (2021–)[2].

## Créations
L'orchestre philharmonique de Rochester est le créateur de plusieurs œuvres, de Leonard Bernstein (Facsimile, 1947), Elliott Carter (Symphonie no 1, 1944), David Diamond (Psalm, 1937 ; Variation on an Original Theme, 1940 ; Concerto pour violoncelle, 1942), Donald Erb (en) (Concerto pour violoncelle, 1976), Paul Fetler (en) (Symphonie no 2, 1951), Ross Lee Finney (Overture for a Drama, 1941), Gene Gutchë (en) (Bi-Centurion, 1976), Howard Hanson (Concerto pour orgue, 1927), Sydney Hodkinson (Tilt un gioco burlesco per orchestra, commande, 1997), Alan Hovhaness (Artik, concerto pour cor et orchestre, 1954), David Liptak (en) (Northern Light, commande, 1998), Otto Luening (Symphonic Fantasia I, 1925), Peter Mennin (Symphonie no 2, 1945 ; Sinfonia pour orchestre de chambre, 1947), Joaquín Nin-Culmell (Concerto pour piano, 1946), Vincent Persichetti (Symphonie no 1, 1947), Quincy Porter (Ukrainian Suite, 1925), Gunther Schuller (Concerto da camera, 1972), Randall Thompson (Symphonie no 1, 1930 ; Symphonie no 2, 1932), Jeff Tyzik (en) (Transitions, commande, 1997 ; Concerto pour trombone, 2003), Ellen Zwilich (Concerto pour cor, 1993), notamment.